# .mr
.mr es el dominio de nivel superior geográfico (ccTLD) para Mauritania.